# Piero Antona
Piero Antona (Vigevano, 5 aprile 1912 – Vigevano, 5 gennaio 1969) è stato un calciatore italiano, di ruolo centrocampista.

## Caratteristiche tecniche
Giocatore alto e robusto, dotato di buona tecnica individuale, poteva essere impiegato in più ruoli: mediano, mezzala o ala.

## Carriera
Cresce nel Vigevano, nel quale milita tra il 1931 e il 1935 tra Prima Divisione e Serie B, con l'intermezzo di una stagione in prestito militare al Piacenza, con cui sfiora la promozione nella serie cadetta.
Nel campionato di Serie B 1934-1935 realizza 13 reti con la maglia dei biancoazzurri lombardi, attirando l'attenzione dell'Ambrosiana-Inter che lo ingaggia per la stagione successiva. Dopo due stagioni in cui viene poco impiegato, nella stagione 1937-1938 diventa stabilmente titolare, disputando 28 partite di campionato, nelle quali offre un rendimento deludente, laureandosi tuttavia Campione d'Italia. Nuovamente relegato tra le riserve, nel 1939 viene ceduto alla Fiorentina, dove arretra il suo raggio d'azione a mediano disputando le sue ultime 9 partite nella massima serie; si fa notare in Coppa Italia, realizzando 5 reti nelle 4 partite disputate dalla compagine viola.
Al termine della stagione fa ritorno al Vigevano, in Serie C, per poi concludere la carriera sempre nelle serie inferiori con Gallaratese, Pavia e Cuneo.
Ha disputato 62 partite in Serie A con le maglie di Inter e Fiorentina, segnando due gol: il 1º novembre 1936, settima giornata del campionato 1936-1937, realizza il gol iniziale nel pareggio casalingo contro la Lucchese per 2-2 e nella stessa stagione, il 9 maggio 1937 alla 29ª giornata, segna la rete del momentaneo pareggio nella vittoria in trasferta contro il Genoa per 2-1.

## Palmarès

### Club
- Campionato italiano: 1

Inter: 1937-1938
- Coppa Italia: 2

Inter: 1938-1939
Fiorentina: 1939-1940